# لویی اندرسون
لویی اندرسون (انگلیسی: Louie Anderson، ۲۴ مارس ۱۹۵۳ – ۲۱ ژانویهٔ ۲۰۲۲) هنرپیشه، کمدین، مجری مسابقات تلویزیونی، و پدیدآور اهل ایالات متحده آمریکا بود. وی از سال ۱۹۸۴ مشغول فعالیت بوده‌است. او در سال ۲۰۱۶ برندهٔ جایزه امی ساعات پربیننده شد.
از فیلم‌ها یا برنامه‌های تلویزیونی که وی در آن نقش داشت می‌توان به جویی، سفر به آمریکا، مرخصی فریس بولر، کوئیک‌سیلور و ماجرای مرموز و پرالتهاب اشاره کرد.